# Südwestsumba
Südwestsumba (Sumba Barat Daya) ist ein Regierungsbezirk (Kabupaten) auf der indonesischen Insel Sumba. Er ist Teil der Provinz Nusa Tenggara Timur und liegt im Westen der Insel.

## Geographie
Der Kabupaten Sumba Barat erstreckt sich zwischen 9°21′36.32″ und 9°43′37.55″ ö. L. sowie zwischen 118°55′40.53″ und 119°24′40.76″ s. Br. Obwohl der Bezirk übersetzt „Südwest Sumba“ (indonesisch Sumba Barat Daya) heißt, befindet er sich im Westen der Insel Sumba und grenzt an den Bezirk Westsumba (indonesisch Sumba Barat), von dem er 2007 abgespalten wurde.
Südwestsumba belegt zwar nur 13 Prozent der Fläche der Insel Sumba, kann aber mit fast 39 Prozent der Bevölkerung punkten und weist dementsprechend auch die höchste Bevölkerungsdichte der vier Inselbezirke auf. Der HDI-Index lag 2020 bei 62,28 und war damit nach Zentralsumba (61,58) der zweitniedrigste der Insel.

## Verwaltungsgliederung
Der Regierungsbezirk Südwestsumba gliedert sich in elf Distrikte (Kecamatan) mit 175 Dörfern, zwei Dörfer im Kecamatan des Verwaltungssitzes Kota Tambolaka davon haben als Keluruhan einen urbanen Charakter. Die nachfolgende Gliederung erfolgt in 625 Dusun/Lingkungan (Weiler), 1.231 RW (Rukun Warga, Wohnviertel) und 2.569 RT (Rukun Tetangga, Nachbarschaften).
| Code 1   | Kecamatan Distrikt    | Ibu Kota Verwaltungssitz | Fläche (km²) | Einwohner Census 2010 2 | Volkszählung 2020 | Volkszählung 2020 | Volkszählung 2020 | Anzahl der Dörfer 6 |
| Code 1   | Kecamatan Distrikt    | Ibu Kota Verwaltungssitz | Fläche (km²) | Einwohner Census 2010 2 | Einwohner 3       | 0Dichte 40        | Sex Ratio 5       | Anzahl der Dörfer 6 |
| -------- | --------------------- | ------------------------ | ------------ | ----------------------- | ----------------- | ----------------- | ----------------- | ------------------- |
| 53.18.01 | Loura                 | Karuni                   | 138,51       | 34.037                  | 18.535            | 133,8             | 104,2             | 11                  |
| 53.18.02 | Wewewa Utara          | Palla                    | 63,26        | 11.638                  | 12.635            | 199,7             | 101,2             | 12                  |
| 53.18.03 | Wewewa Timur          | Elopada                  | 139,88       | 53.911                  | 26.407            | 188,8             | 102,7             | 19                  |
| 53.18.04 | Wewewa Barat          | Waimangura               | 147,34       | 45.482                  | 42.265            | 286,9             | 104,9             | 20                  |
| 53.18.05 | Wewewa Selatan        | Tena Teke                | 174,14       | 21.691                  | 22.798            | 130,9             | 104,7             | 14                  |
| 53.18.06 | Kodi Bangedo          | Walla Ndimu              | 73,22        | 36.057                  | 17.217            | 235,1             | 107,1             | 15                  |
| 53.18.07 | Kodi                  | Bondo Kodi               | 111,86       | 31.223                  | 30.011            | 268,3             | 107,3             | 19                  |
| 53.18.08 | Kodi Utara            | Kori                     | 243,82       | 50.864                  | 48.857            | 200,4             | 106,6             | 21                  |
| 53.18.09 | Kota Tambolaka        | Tambolaka                | 98,95        | →                       | 35.787            | 361,7             | 103,6             | 8 / 2 ★             |
| 53.18.10 | Wewewa Tengah         | Ndapa Taka               | 109,67       | →                       | 31.161            | 284,1             | 105,3             | 20                  |
| 53.18.11 | Kodi Balaghar         | Panenggo Ede             | 144,67       | →                       | 17.977            | 124,3             | 110,7             | 14                  |
| 53.18    | Kab. Sumba Barat Daya | Kab. Sumba Barat Daya    | 1.445,32     | 284.903                 | 303.650           | 210,1             | 105,3             | 173 / 2             |

## Demografie
Zur Volkszählung im September 2020 (indonesisch Sensus Penduduk - SP2020) lebten im Regierungsbezirk Südwestsumba 303.650 Menschen, davon 147.934 Frauen (48,72 %) und 155.716	(51,28 %). Gegenüber dem letzten Census (2010) stieg der Frauenanteil um 0,22 %. Mitte 2022 waren 54,44 (174.505) Prozent der Einwohner Katholiken und 42,88 % (137.462) Protestanten, zum Islam bekannten sich 1,98 %. 198.057 Personen oder 61,79 % gehörten zur erwerbsfähigen Bevölkerung (15–64 Jahre); 35,06 % waren Kinder und 3,15 % im Rentenalter. Von der Gesamtbevölkerung waren 61,26 % ledig, 37,06 % verheiratet, 0,07 % geschieden und 1,60 % verwitwet.

## Verwaltungsgeschichte
Der Regierungsbezirk Südwestsumba wurde durch das Gesetz Nr. 16 des Jahres 2007 durch Ausgliederung von acht Distrikten aus dem Bezirk Westsumba gebildet. Der amtierenden Innenminister Widodo weihte am 22. Mai 2007 den neuen Bezirk ein.
„Irgendwann“ nach der Volkszählung 2010 wurden drei neue Distrikte gebildet:
- Kota Tambolaka (aus Loura)
- Wewewa Tengah (aus Wewewa Timur)
- Kodi Balaghar (aus Kodi Bangedo)